# 합포체
합포체(合胞體, syncytium, symplasm, 복수형: syncytia)는 단일핵 세포의 여러 세포적 융합의 결과로 나타나는 다핵성 세포이며, 이는
세포질 분열을 수반하지 않는 핵분열에서 비롯되는 다핵세포와 반의어이다. 이 용어는 심근 세포와 특정 평활근세포에서 볼 수 있으면서 전기적으로 활동전위로 동기되는, 간극연접과 함께 분화된 세포막에 의해 상호 연결되는 세포를 의미할 수도 있다.
배형성 분야에서 융합체라는 용어는 노랑초파리 등 무척추생물의 다핵체 배반엽 배아를 의미한다.

## 같이 보기
- 심근